# Homogenes leprieurii
Homogenes leprieurii là một loài bọ cánh cứng trong họ Cerambycidae.